# 올림픽 스튜디오

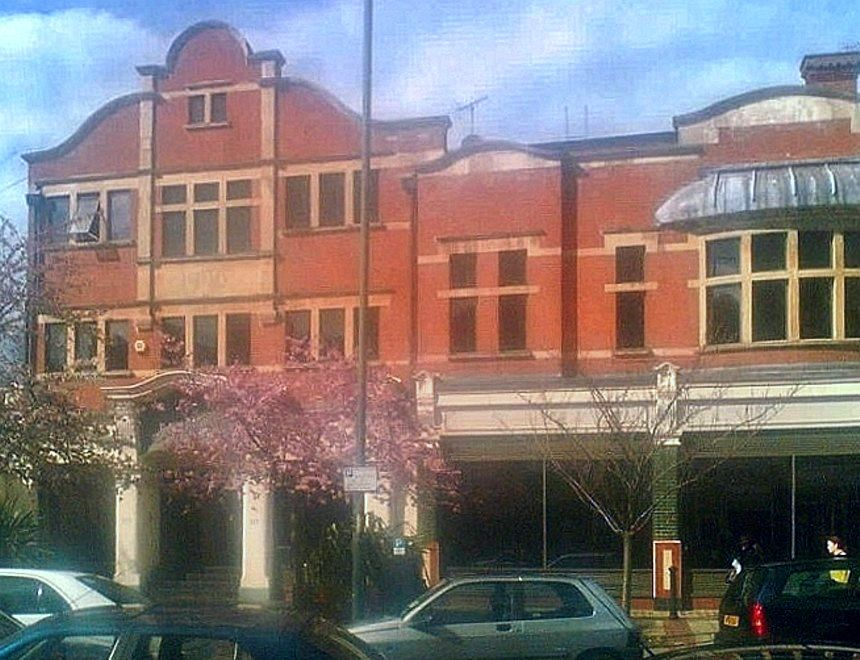
2008년 런던 반스의 올림픽 스튜디오 외부 풍경.

올림픽 스튜디오(Olympic Studio)는 1960년대 후반부터 제작된 록, 팝, 사운드 스테이지 레코딩으로 잘 알려진 런던의 독립 상업 녹음 스튜디오이다. 높이 평가된 이 곡은 롤링 스톤스, 지미 헨드릭스, 레드 제플린, 데이브 메이슨, 비틀즈 등의 뮤지션들이 사용하였다. 일부는 올림픽 스튜디오를 애비 로드 스튜디오만큼 중요하게 여겼다. 스튜디오의 사운드 믹싱 데스크는 그들이 개척한 기술과 디자인이 나중에 상업적으로 제조되었을 때 유명해졌다.